# Callicore texa
Espèce
Callicore texa est une espèce de lépidoptères (papillons) de la famille des Nymphalidae et de la sous-famille des Biblidinae et du genre Callicore.

## Dénomination
Callicore texa a été décrit par William Chapman Hewitson en 1855 sous le nom initial de Catagramma texa.

### Noms vernaculaires
Callicore texa maimuna se nomme Texa Numberwing en anglais et  Callicore texa titania Yellow-rimmed Eighty-eight,.

### Sous-espèces

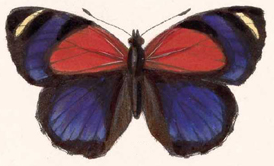
Callicore texa titania femelle

- Callicore texa texa présent en Colombie et au Venezuela.
- Callicore texa aretas (Hewitson, 1857); présent en Colombie et au Venezuela.
- Callicore texa bari (Oberthür, 1916); présent en Guyane.
- Callicore texa boyeri Attal, 1999; présent en Équateur
- Callicore texa fassli (Röber, 1915); présent en Bolivie et au Pérou.
- Callicore texa heroica (Fruhstorfer, 1916); présent au Mexique
- Callicore texa kayei (Hall, 1917); présent à Trinité-et-Tobago.
- Callicore texa maximilla (Fruhstorfer, 1916); présent au Brésil.
- Callicore texa maimuna (Hewitson, 1858); présent en Équateur, à Trinité-et-Tobago et au Pérou.
- Callicore texa sigillata (Kotzsch, 1939); présent au Pérou.
- Callicore texa skinneri Neild, 1996; présent au Venezuela.
- Callicore texa strympli (Fassl, 1922); présent au Brésil.
- Callicore texa tacana Maza & Maza, 1983; présent au Mexique
- Callicore texa titania (Salvin, 1869)présent au Guatemala et au Honduras[1].

## Description
Callicore texa est un papillon au dessus des ailes antérieures avec une flaque de couleur rouge à la base et le reste de l'aile marron à noir et aux ailes postérieures bleu violet très largement bordées de marron à noir.
Le revers des ailes antérieures est semblable au dessus alors que les ailes postérieures sont de couleur marron à noir ornementées de lignes beige et d'une ligne submarginale bleu métallisé avec deux gros ocelles doublement pupillés de bleu.

### Chenille
La chenille est verte avec sur la tête deux grandes cornes de couleur rouge.

## Biologie

### Plantes hôtes
Les plantes hôtes de sa chenille sont des Serjania.

## Écologie et distribution
Callicore texa est présent au Mexique, au Guatemala, au Honduras, en Colombie, au Venezuela, à Trinité-et-Tobago, en Équateur, en Bolivie, au Pérou, au Brésil et en Guyane.

### Biotope
Callicore texa réside dans la forêt tropicale humide.

### Protection
Pas de statut de protection particulier.